# جورج أ. أوتول جونيور
جورج أ. أوتول جونيور (بالإنجليزية: George A. O'Toole, Jr.) هو قاضي ومحامي أمريكي، ولد في 1947 في ورسستر في الولايات المتحدة.